# Мохноногие хомячки
Мохноногие хомячки (лат. Phodopus) — род грызунов семейства хомяковых. 

Длина тела 5,3 — 10 см, хвоста до 1,1 см. Конечности короткие, подошвы лап покрыты волосками. Хвост густо опушен. На спине обычно есть полоса темных волос. Есть защечные мешки. 

Распространены в равнинных и горных (до 3000 м.) степях, полупустынях и пустынях Тувы, Забайкалья, Монголии, Северо-Западного Китая. 

Питаются растительной (в основном семенами) и животной (насекомые и их личинки) пищей. Делают небольшие запасы семян на зиму.

## Систематика
Выделяют три вида: 

- Хомячок Роборовского (Phodopus roborovskii)
- Джунгарский хомячок (Phodopus sungorus)
- Хомячок Кэмпбелла (Phodopus campbelli)

Все три вида встречаются на территории России.